# Baden (Szwajcaria)
Baden – uzdrowiskowa gmina miejska w Szwajcarii, w kantonie Argowia, siedziba okręgu Baden. Leży nad rzeką Limmat. Znajduje się tu uzdrowisko z gorącymi źródłami mineralnymi oraz stacja kolejowa Baden. Liczba mieszkańców 31 grudnia 2022 roku wynosiła 22 849. 1 stycznia 2024 do miasta przyłączono gminę Turgi.

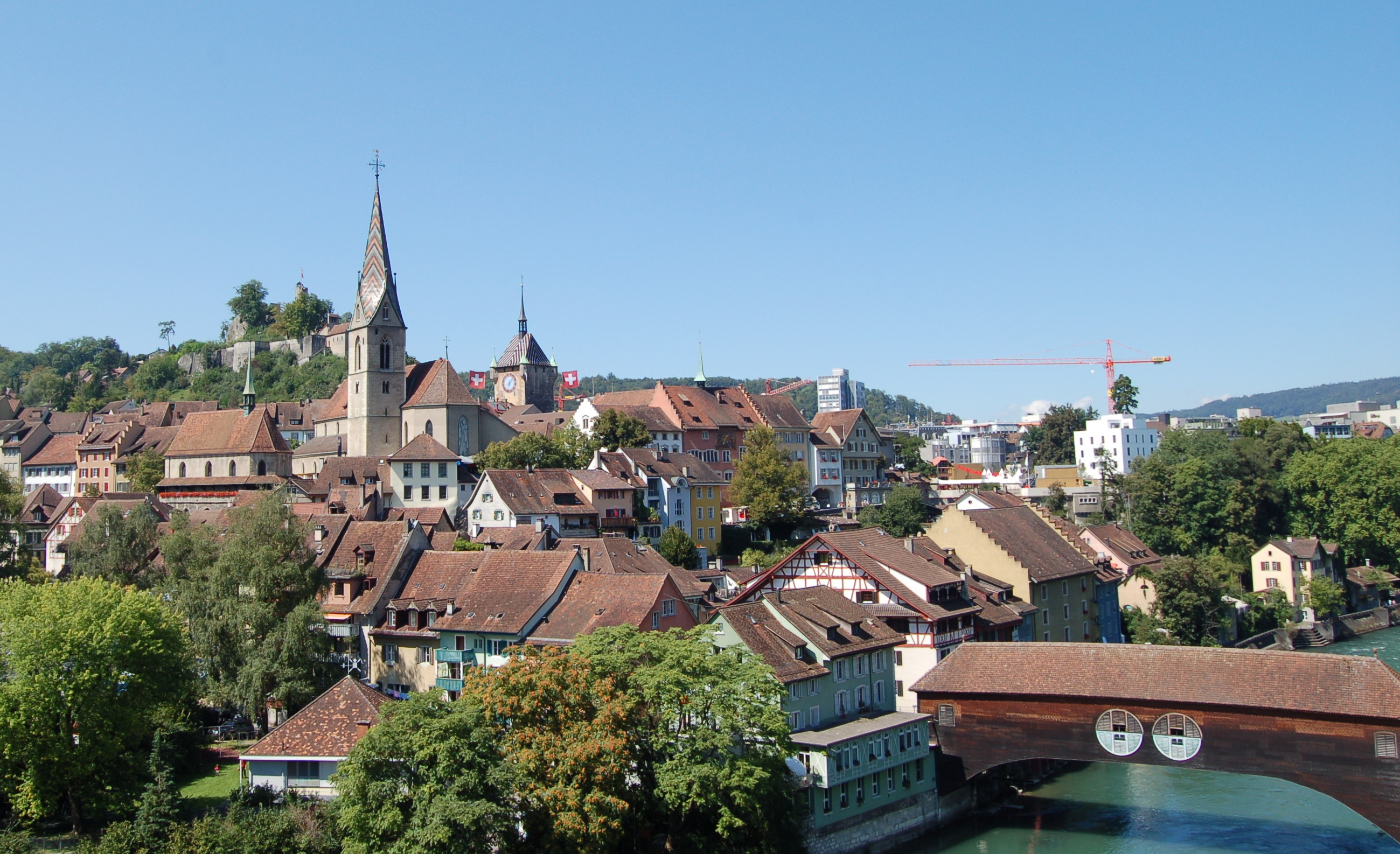
Stare miasto w Baden

## Współpraca
Miejscowość partnerska:
- Sighișoara, Rumunia